# Август
Вижте пояснителната страница за други значения на Август.
Август е името на осмия месец от годината според григорианския календар и има 31 дни.

## Етимология
Месец август е наречен на Октавиан Август, първия римски император. През 8 г. пр.н.е. с постановление на римския сенат месец секстилий е преименуван в август на името на императора.
Тъй като император Цезар Август за първи път стана консул през месец секстилий, тъй като и трите му триумфални завръщания в столицата станаха пак през този месец, тъй като легионите от хълма Яникул се присъединиха към него пак през този месец, а и Египет падна под властта на римския народ през същия месец, оттук следва, че този месец е бил и е най-щастливият на нашата империя, във връзка с което сенатът решава той да се преименува в август.

Месецът има 31 дена, защото императорът искал неговият месец да има толкова дни, колкото и юли, месецът на Юлий Цезар. На латински месецът е бил известен като секстилий, тъй като е шестият месец според римския календар, който започва през март. Август означава буквално „божествен, възвеличан“.
Старото славянско име на месеца е било  (зарев), понеже според една теория елените се намират в любовния си период по това време и реват силно.

## Събития
- 6 август – Преображение Господне
- 15 август – Голяма Богородица

## Любопитно
- Във високосна година, август и февруари започват със същия ден от седмицата, а в обикновена август е уникален.

## Метеорология
Август, както юни и юли е типично летен месец, особено през първата си половина – с максимални температури между 28 и 33 градуса, на морския бряг от 28 до 32, по поречието на река Струма до около 36 – 37, в планините между 21 и 26, по най-високите върхове между 14 – 18 и с преобладаващо слънчево време. Ветровете най-често са югозападни. Валежите са сравнително малко, но когато ги има обикновено са придружени от гръмотевици и временно усилване на вятъра, на места дори се наблюдават и градушки. През последните 7 – 8 дни обаче започва макар и съвсем слабо да се усеща фактът, че есента наближава. Най-често това се проявява чрез засилване на северозападните ветрове и слабо понижение на максималните температури – от 26 до 31 градуса, в планините – 20 – 25. Минималните стойности през първата половина на месеца все още са предимно между 18 и 23 градуса, но към края на месеца се понижават до интервала 15 – 20, главно заради по-дългата нощ – приблизително 11 часа без 10 – 15 минути.